# Gravel Pit
Gravel Pit – singel amerykańskiej grupy hip-hopowej Wu-Tang Clan, wydany w 2000 roku nakładem wytwórni Loud Records. Utwór znalazł się na albumie The W.

## Lista utworów

### Strona A
Informacje o utworach pochodzą ze strony Discogs.com
1. Gravel Pit (Radio Version) – 3:52
2. Gravel Pit (LP Version Clean) – 4:17
3. Gravel Pit (LP Version Dirty) – 4:33
4. Gravel Pit (Instrumental) – 4:34

### Strona B
1. Careful (Click, Click) (Radio Version) – 4:25
2. Careful (Click, Click) (LP Version) – 4:26
3. Careful (Click, Click) (Instrumental) – 4:26

## Notowania
| Rok  | Pozycja na świecie | Pozycja na świecie | Pozycja na świecie | Pozycja na świecie | Pozycja na świecie | Pozycja na świecie |
| Rok  | [ 3 ]              | [ 4 ]              | [ 5 ]              | [ 6 ]              | [ 1 ]              | [ 7 ]              |
| ---- | ------------------ | ------------------ | ------------------ | ------------------ | ------------------ | ------------------ |
| 2000 | 89                 | 35                 | 23                 | 7                  | 95                 | 9                  |